# Германско-датские отношения
Германско-датские отношения — двусторонние дипломатические отношения между Германией и Данией. Протяжённость государственной границы между странами составляет 140 км.

## История
До 1864 года датский король правил герцогствами Шлезвиг (как датским феодом), Гольштейн-Глюкштадт и Саксен-Лауэнбург (как германскими феодальными владениями или с 1815 года как государствами Германского союза). Гольштейн-Глюкштадт являлся немецкоговорящим герцогством, в то время как в Шлезвиге были широко распространены немецкий, датский и севернофризский языки. В настоящее время на юге Шлезвига датский и фризский языки подверглись языковой ассимиляции, имеют ограниченную распространённость. Языковая граница между датским и немецким языками первоначально проходила между Хузумом и Эккернфёрде. Во время Датско-прусской войны (1848—1850) датчане и немцы сражались за контроль над Шлезвигом и Гольштейн-Глюкштадтом. Дания смогла одержать победу над Пруссией и Германским союзом, в результате чего Шлезвиг и Гольштейн-Глюкштадт остались под её суверенитетом.
В Австро-прусско-датской войне (1864) австрийские и прусские войска в Шлезвиге и Ютландии разгромили датские войска. Дания утратила контроль над Шлезвигом, Гольштейн-Глюкштадтом, Саксен-Лауэнбургом. Был заключен Венский мирный договор, и датский король Кристиан IX уступил все свои права на герцогства Шлезвиг, Гольштейн и Лауэнбург императору Францу-Иосифу и королю Вильгельму I, обязавшись наперёд признать все дальнейшие распоряжения, которые будут сделаны в этих странах обоими союзниками. В Гаштайнском договоре от 14 августа 1865 года Пруссия получила герцогство Саксен-Лауэнбург и герцогство Шлезвиг, в то время как Гольштейн перешел к Австрийской империи. В Пражском договоре 1866 года было оговорено проведение национального референдума в Шлезвиге, который был проведен только под давлением Антанты в 1920 году. В Первой мировой войне Дания оставалась нейтральной, но по результатам референдума Северный Шлезвиг был передан под её суверенитет, Южный Шлезвиг остался в составе Германии. Сформированная в 1920 году германско-датская граница существует и в настоящее время.
9 апреля 1940 года Германский рейх, не принимая во внимание статус Дании как нейтрального государства, без объявления войны напал и оккупировал её территорию в рамках Датско-норвежской операции. До конца Второй мировой войны Дания находилась под германской оккупацией. Немцы решили пересмотреть границы, существовавшие в период с 1920 по 1945 год, и потребовали от датчан выполнить их требования. 9 сентября 1946 года британское правительство предложило Дании часть территории поверженной Германии, но 19 октября 1946 года датчане отказались от пересмотра границы 1920 года. Ещё 9 мая 1945 года датский политик Вильхельм Бюль выступал против изменения государственной границы, предусмотренного планом Моргентау.
После положительного исхода референдума 2 октября 1972 года Дания стала членом Европейского сообщества 1 января 1973 года, в которое также входила Федеративная Республика Германия в качестве одного из основателей. Дания является одним из основателей НАТО, а ФРГ вступила в альянс 6 мая 1955 года. В настоящее время двусторонние отношения Дании и Германии являются тесными и интенсивно развиваются.

## Торговля
Объём экспорта Дании в Германию составляет 17,8 % от общего объёма; 20,4 % от общего объёма импорта Дании составляет продукция Германии, что делает Германию самым важным торговым партнёром Дании. В экономике Германии Дания занимает 20 место по импорту и 17 место по экспорту. Экспорт Дании в Германию: промышленные товары, машинное и инструменты, а также сельскохозяйственная продукция. Экспорт Германии в Данию: машинное оборудование и транспортные средства, полуфабрикаты, химикаты и сельскохозяйственная продукция.
В 2000 году Дания отвергла введение евро по результатам плебисцита. Однако датская крона руководствуется Европейским механизмом валютных курсов. Колебания по отношению к евро не могут превышать ± 2,25 % установленного центрального курса в 1 евро = 7,46038 датских крон.

## Транспортное сообщение
Дорожная сеть Европейский маршрут E45 проходит через территорию обеих стран, которая с германской стороны образована трассой A7. С 1963 года паром соединяет датский остров Лолланн с портом Редбюхавн и германским островом Фемарн для переправы автомобилей. Германская компания Deutsche Bahn является железнодорожным оператором, который запустил высокоскоростную сеть Intercity-Express в Копенгаген. Между Ростоком и Гедсером, а также из Травемюнде через шведские порты в Треллеборге или Мальмё действуют другие паромные переправы. В 2011 году крупнейшим двусторонним проектом являлось строительство Фемарнбельтского моста для поездов и транспортных средств.
Семь датских аэропортов осуществляют рейсы в Германию. Аэропорт Каструп принимает 17 авиарейсов из Германии.

## Пограничный контроль
1 декабря 2000 года пограничный контроль между странами был отменён после присоединения Дании к Шенгенскому соглашению. В 2011 году возникло напряжение в отношениях Германии и Дании после введения датской стороной пограничного контроля. В 2015 году в ЕС разгорелся Европейский миграционный кризис, и Дания снова ввела пограничный контроль в начале 2016 года. В 2016 году Дания отказала 2900 человек во въезде в страну.

## Национальные меньшинства
После окончания Австро-прусско-датской войны в 1864 году в прусском Шлезвиге образовалось датское меньшинство. В 1920 году была установлена постоянная граница между странами, по обе стороны которой проживают национальные меньшинства: на германской стороне датское меньшинство, а на датской стороне немецкое меньшинство. Оба государства поддерживают развитие детских садов, школ и ассоциаций для сохранения собственной культуры за границей. Проблемы национальных меньшинств по обе стороны границы была разрешена после принятия Бонн-Копенгагенских деклараций в 1955 году. Эту модель часто приводят в пример как мирное решение межнациональных проблем.
Датчане в Германии насчитывают около 50 000 человек, проживающих в южной части бывшего герцогства Шлезвиг (южный Шлезвиг) на севере земли Шлезвиг-Гольштейн. Союз южношлезвигских избирателей — партия датского меньшинства в Германии, которая была основана 30 июня 1948 и имеет около 4000 членов. На выборах в бундестаг в 1949 году получила 1 место. Партия уникальна: она представляет и защищает права датского и фризского меньшинств земли и единственная из всех партий Германии освобождена от пятипроцентного барьера, следовательно, всегда присутствует в ландтаге.
Немецкое меньшинство в Дании насчитывает около 18 000 человек в северной части бывшего герцогства Шлезвиг в районе Южной Дании.

## Миграция
Число германских эмигрантов в Дании сократилось с 2208 в 2008 году до 1667 в 2009 году, а в 2010 году составило всего 1265 человек.

## Трудоустройство
В рамках свободы передвижения рабочей силы в Европейском союзе немцы могут работать в Дании в течение шести месяцев без получения вида на жительство. Для более длительного пребывания требуется вид на жительство, который, как правило, сравнительно легко выдается гражданам ЕС в случае наличия официального трудоустройства. Вид на жительство можно получить по заявлению после пятилетнего непрерывного законного пребывания в Дании.

## Дипломатические представительства
Дания имеет посольство в Берлине, генеральные консульства во Фленсбурге и Гамбурге, а также консульство в Мюнхене.
Германия поддерживает посольство в Копенгагене. Есть также несколько почётных консульств, представленных в датских городах.
Обе страны являются членами Европейского союза, Организации по безопасности и сотрудничеству в Европе и Совета государств Балтийского моря.